# Luis Pérez Pons
Luis Edgardo Pérez Pons (Caracas, 17 de octubre de 1951- Ibíd, 24 de octubre de 2023) fue un actor venezolano con una desarrollada carrera en cine, teatro, televisión y doblaje; Fue conocido por haber sido parte del elenco del programa de humor Bienvenidos de la cadena Venevision, ha actuado en más de 40 telenovelas y prestaba su voz al personaje: Eugenio H. Cangrejo "Don Cangrejo" en Bob Esponja para Hispanoamérica.

## Biografía
Inició su trayectoria artística haciendo teatro infantil en 1965, Cuando su padre lo llevaba a varias academias de arte, y en 1966 con 15 años de edad perteneció a la Compañía Juvenil Venezolana, dirigida en ese entonces por la directora Lili Álvarez Sierra, donde estudio el teatro profesional y cine, siendo egresado en el año de 1983. Después trabajó con el nieto de la señora Lili Álvarez el famoso director venezolano César Sierra durante 8 años más siguiendo haciendo teatro y televisión y en los años 90 debutó en el cine.
En 1989 entra a trabajar en Radio Caracas Televisión, canal en donde se le presenta la oportunidad de trabajar en telenovelas como El engaño, Amanda Sabater, Amor marcado, y Alondra.
A partir de 1990 ingresa a Venevisión como uno de los humoristas del programa humorístico Bienvenidos de Miguel Ángel Landa, posteriormente se convierte en actor fijo del canal, actuando en novelas como La revancha, Paraíso, Por amarte tanto, Adorable Mónica, Pasionaria, Enséñame a querer, Mundo de fieras, Samantha, El país de las mujeres, Guerra de mujeres, Engañada, Sabor a ti, El amor las vuelve locas, Con toda el alma, Los Querendones, Ciudad Bendita, Voltea pa' que te enamores   en Arroz con leche, donde hizo el papel de “Chucho”, el conserje del edificio donde viven los protagonistas. Además participado en diversos comerciales, tanto nacionales como internacionales.
Ingresó al mundo del doblaje en 1989, realizando una gran cantidad de telenovelas brasileñas y series animadas. Ha trabajado durante más de 20 años para el estudio venezolano Etcétera Group, aunque dejó de trabajar en 2008 debido a que no llegó a un acuerdo económico con la compañía para recibir mejor salario, dejando de doblar así a sus personajes fijos en las producciones del estudio, siendo el más reconocido de ellos Don Cangrejo, de la serie animada Bob Esponja. Durante esta etapa trabajo en diversas series y telenovelas del canal Venevisión.
Luego de cinco años de estar ausente 
le volvió a dar voz al personaje, en el 2013 la misma empresa llama al actor para que vuelva a interpretarlo llegando a mejores acuerdos económicos. Trabajó en VC Medios para los canales History, Bio, Nat Geo, entre otros programas conocidos como El precio de la historia, donde interpretó a Mark Hall-Patton "La Barba del Saber" a partir de la temporada 4.

## Fallecimiento
El 24 de octubre de 2023 falleció 7 días después de su cumpleaños debido a complicaciones de salud derivadas del cáncer que padecía desde años atrás, pero a pesar de su enfermedad siguió activo y realizó diversos proyectos de doblaje hasta el último día de su vida. Durante su acto funerario cientos de actores, directores, traductores y productores de doblaje, cine, televisión, radio y teatro desfilaron para presentar sus respetos, Luis Pérez Pons fue una de las grandes glorias del entretenimiento en Venezuela y sobre todo uno de los más talentosos, humildes y respetables actores del país, querido por todos sus compañeros y admirado por todos. Sus restos reposan en Caracas, Venezuela.

## Filmografía

### Programas
- Bienvenidos (Venevision)
- Noche de comedia
- ¡Qué Chicas!
- El club de los tigritos

### Telenovelas
| Período   | Telenovela                  | Rol                              |
| --------- | --------------------------- | -------------------------------- |
| 1989      | Amanda Sabater              | Dueño del Bar                    |
| 1989      | La revancha                 | Vielma                           |
| 1989      | El engaño                   | Guille                           |
| 1989      | Alondra                     |                                  |
| 1990      | Pasionaria                  |                                  |
| 1990      | El siervo de Dios           |                                  |
| 1990      | Adorable Mónica             |                                  |
| 1990      | Adorable Monica             |                                  |
| 1991      | La Dulce Tía                |                                  |
| 1991      | Vuelve la tia               |                                  |
| 1991      | Mundo de fieras             |                                  |
| 1991      | Bellísima                   | Sacerdote                        |
| 1992      | Cara sucia                  | Rocco                            |
| 1993      | Por amarte tanto            | Caripe                           |
| 1994      | Morena Clara                | Palmarito                        |
| 1994      | María Celeste               |                                  |
| 1995      | Pecado de amor              | Chato                            |
| 1995      | Como tú ninguna             | Luisín                           |
| 1995-1996 | Dulce enemiga               | Narciso                          |
| 1997      | Entre tu y yo               |                                  |
| 1997      | Destino de mujer            |                                  |
| 1998      | Enséñame a querer           | Cirilo                           |
| 1998      | Samantha                    |                                  |
| 1998      | El país de las mujeres      | El mismo                         |
| 1999      | Cuando hay pasión           |                                  |
| 1999      | Toda mujer                  |                                  |
| 2001      | Guerra de Mujeres           |                                  |
| 2001      | Más que amor, frenesí       | Padre                            |
| 2002      | Mambo y canela              |                                  |
| 2003      | Engañada                    | Guillermo                        |
| 2004      | Sabor a ti                  |                                  |
| 2005      | El amor las vuelve locas    | Licenciado Davila                |
| 2005      | Se solicita príncipe azul   | Inspector prieto                 |
| 2005-2006 | Con toda el alma            |                                  |
| 2006      | Los querendones             | Padre Miguel                     |
| 2006      | Ciudad Bendita              | Abogado                          |
| 2006      | Voltea pa' que te enamores  |                                  |
| 2008      | Arroz con leche             | Chucho                           |
| 2009      | Somos tú y yo, un nuevo día | Director José Ruperto Granadillo |
| 2010      | Harina de otro costal       |                                  |
| 2011      | Natalia del mar             | Don Pascual                      |
| 2011-2012 | El árbol de Gabriel         | Comisario                        |
| 2013      | Los secretos de Lucía       | El Gordo                         |

### Películas
| Período | Película                             | Rol                                   |
| ------- | ------------------------------------ | ------------------------------------- |
| 2020    | Bob Esponja: Al Rescate              | Don Cangrejo (Voz para Latinoamérica) |
| 2018    | Operación Orión                      | Martín Albóndiga                      |
| 2015    | Bob Esponja: Un héroe fuera del agua | Don Cangrejo (Voz para Latinoamérica) |
| 2005    | Mi mujer es la que manda             | Leopoldo                              |
| 2004    | Bob Esponja: la película             | Don Cangrejo (Voz para Latinoamérica) |
| 1998    | La casa bruciata                     | De Thomas                             |
| 1992    | La dulce tía: Vuelve la tía          |                                       |
| 1992    | ¡Qué entre jamones te veas!          |                                       |